# Коутс, Глория
Глория Коутс (англ. Gloria Coates; 10 октября 1933, Уосо, Висконсин — 19 августа 2023, Мюнхен) — американский композитор.

## Биография
Начала сочинять музыку в девять лет. Училась в университете штата Луизиана у Отто Люнинга, ученика Ферруччо Бузони, в Колумбийском университете у Джека Бисона, в зальцбургском Моцартеуме у Александра Черепнина, у которого брала ещё и частные уроки (впоследствии посвятила ему свою Первую симфонию, 1972—1973). С 1969 года жила в Мюнхене. Организовала серию германо-американских концертов новейшей музыки в Мюнхене (1971—1984), активно пропагандировала американскую музыку на немецком радио (Мюнхен, Кёльн, Бремен). Представляла свои вокальные эксперименты на Дармштадтской летней школе новой музыки (1972), вела музыкальный курс в университете штата Висконсин (1975).

## Творчество
Принадлежит к постминималистам. Испытала влияние Лигети, Пендерецкого (первого периода), Ксенакиса. Автор пятнадцати симфоний, девяти струнных квартетов, симфонических и хоровых сочинений (Te Deum, 1961; Missa brevis, 1964), электронной музыки. Кроме того, ей принадлежат 15 песен на стихи Эмили Дикинсон для меццо-сопрано и фортепиано (1965—1998), сценическая музыка к постановкам пьес Гофмансталя (Имярек, для флейты, гобоя и ударных, 1962), Шекспира (Гамлет, для камерного оркестра, терменвокса и магитофонной ленты, 1965), Шоу (Святая Иоанна, для хоров, органа и камерного оркестра, 1964) и др. сочинения.

## Смерть
Умерла 19 августа 2023 года в возрасте 89 лет. После её смерти её семья указала, что она родилась в 1933 году, а не в 1938 году, как часто упоминается.